# ستروگانیک
ستروگانیک (صربی: Struganik}} یک منطقهٔ مسکونی در صربستان است که در Mionica واقع شده‌است.